# بلیندا باور
بلیندا بویر (به انگلیسی: Belinda Bauer) هنرپیشه زاده استرالیا است که به خاطر بازی در فیلم پلیس آهنی ۲ به شهرت جهانی رسید.
بلیندا اکنون در شهر لس آنجلس سکونت دارد و به عنوان روانشناس به فعالییت می‌پردازد.
او در فیلم پیچک سمی ۲: لیلی بازی کرده است.